# Bunker Hill (Kansas)
Bunker Hill es una ciudad ubicada en el condado de Russell en el estado estadounidense de Kansas. En el año 2010 tenía una población de 95 habitantes y una densidad poblacional de 26,39 personas por km².

## Geografía
Bunker Hill se encuentra ubicada en las coordenadas 38°52′29″N 98°42′10″O / 38.87472, -98.70278 (38.874716, -98.702759).

## Demografía
Según la Oficina del Censo en 2000 los ingresos medios por hogar en la localidad eran de $24,821 y los ingresos medios por familia eran $29,375. Los hombres tenían unos ingresos medios de $29,167 frente a los $30,833 para las mujeres. La renta per cápita para la localidad era de $24,128. Alrededor del 2.1% de la población estaban por debajo del umbral de pobreza.